# استعباد جنسي
الاستعباد الجنسي أو الرقيق الأبيض،  هو استعباد بهدف الاستغلال الجنسي، يفرض فيه الطرف المستعبد على الطرف المستعبَد القيام بممارسات جنسية مختلفة. ويشمل التعريف أيضا العبودية لأغراض غير جنسية أساسا بوجود نشاط جنسي غير توافقي.
ويوضح قانون روما العبودية الجنسية بأنها تعني ممارسة أي أو جميع السلطات المتعلقة «بحقوق الملكية» على شخص ما، ويشمل ذلك الانتهاك الجنسي المتكرر أو إجبار الضحية على تقديم الخدمات الجنسية، ويشمل أيضاً الاغتصاب من قبل المالك. ويضم التعريف أيضاً الحالات التي يجبر فيها الشخص على مزاولة الأعمال المنزلية أو الزواج أو إجباره على ممارسة أعمال السخرة الأخرى مثل ممارسة الأنشطة الجنسية، وأيضاً الإتجار في الأشخاص، خصوصاً النساء والأطفال.
الرقيق الأبيض مصطلح حديث أطلق على استغلال الاناث (النساء) من كافة الاعمار للقيام باعمال واشياء يجبرن عليهن.و هذا الشئ موجود منذ القدم ولكن اتخذ طابع جديد في الاونة الأخيرة وخصوصا بعد انهيار الاتحاد السوفياتي وتفككه إلى دول ضعيفة اقتصاديا واجتماعيا، فانتشر الفساد والمافيا وغرر بمئات الالاف من فتيات أوروبا الشرقية وآسيا الوسطى وبعض الدول في جنوب شرقي آسيا، والان انتشرت بشكل واسع في بعض دول في منطقة الشرق الأوسط.[بحاجة لمصدر]
كما تشير العبارة إلى أحد النزعات الجنسية التي تتصف بميل أحد أطراف العلاقة الجنسية للتعرض لاستعباد الطرف الآخر له وإذلاله نفسياً وتعذيبه جسدياً (المازوخية الجنسية) وحيث يحصل الشخص المازوخي على الشعور باللذة خلال العلاقة الجنسية القائمة بالتراضي مع طرف آخر، عادةً ما يكون شخصاً سادياً.

## الطرق المعروفة للرقيق الأبيض
- الإجبار على الزواج: كاجبار الفتيات الصغيرات على الزواج من اشخاص بدون موافقتهن أو رغبتهن، وهذا ما زال قائم في الكثير من المجتمعات.
- الاغراء: وهو كاغراء الفتيات بوظيفة ما في أحد الدول الغنية حيث يقومون المستغلين بوضع اعلانات في الصحف المحلية بوجود وظائف للفتيات بمرتبات ووظائف مغرية وعند وصول الضحية إلى البلد المنشود تتفاجئ بالعكس ويتم سلبها من كافة أغراضها من جوازات السفر والبطاقات الشخصية وتمنع من الاتصال بالعالم الخارجي وتنتهي حياتها كعبدة لمستغليها وان خرجت عن قوانينهم تتعرض للضرب والتشويه الجسدي والقتل أحيانا.
- الخطف: وتتم في جميع البلدان ولكن تنتشر أكثر في البلدان التي فيها حروب وكوارث، وتتم اولاً بخطف النساء من قبل عصابات وتهريبهن في معظم الأحيان خارج حدود الدولة وبيعهن في أسواق الدعارة أو يتم بيع الفتاة الجميلة لرجال يدفعون مال كثير.

## الأنواع

### الاستغلال الجنسي التجاري للبالغين
الاستغلال الجنسي التجاري للبالغين (يشار إليه غالباً باسم «الاتجار بالجنس») هو نوع من الاتجار بالبشر يشمل تجنيد الأشخاص أو نقلهم أو إيواؤهم بوسائل قسرية أو مسيئة لغرض الاستغلال الجنسي. والاستغلال الجنسي التجاري ليس الشكل الوحيد للإتجار بالبشر، وتختلف التقديرات فيما يتعلق بنسبة الاتجار بالبشر التي تهدف إلى نقل شخص ما إلى استعباد جنسي.
وأشارت البي بي سي نيوز إلى تقرير لمكتب الأمم المتحدة المعني بالمخدرات والجريمة إلى أن أكثر الوجهات شيوعا لضحايا الاتجار بالبشر في عام 2007م مثل تايلند واليابان وإسرائيل وبلجيكا وهولندا وألمانيا وإيطاليا وتركيا والولايات المتحدة. يعد التقرير تايلاند والصين ونيجيريا وألبانيا وبلغاريا وروسيا البيضاء ومولدوفا وأوكرانيا كمصادر رئيسية للأشخاص المتاجر بهم.

### الاستغلال الجنسي التجاري للأطفال
ويشمل الاستغلال الجنسي للأطفال لأغراض تجارية استغلال الأطفال في البغاء (أو الاتجار الجنسي) أو السياحة الجنسية للأطفال أو استغلال الأطفال في المواد الإباحية أو غير ذلك من أشكال ممارسة الجنس مع الأطفال. يصف برنامج محامي الشباب الدولي (YAPI) الاستغلال الجنسي التجاري للأطفال كشكل من أشكال الإكراه والعنف ضد الأطفال وشكل من أشكال العبودية المعاصرة.
وقد حدد إعلان المؤتمر العالمي لمكافحة الاستغلال الجنسي التجاري للأطفال، الذي عقد في ستوكهولم في عام 1996م، الاستغلال الجنسي التجاري للأطفال على أنه «الاعتداء الجنسي من جانب الكبار والمكافأة النقدية للطفل، حيث يُعامل الطفل على أنه كائن جنسي وكأداة تجارية».

#### بغاء الأطفال
بغاء الأطفال، أو الاتجار بالجنس، هو شكل من أشكال العبودية الجنسية. إنه الاستغلال الجنسي التجاري للأطفال، الذي يؤدي فيه الطفل خدمات الدعارة، عادة من أجل المنفعة المالية لشخص بالغ.
قالت الشرطة الفيدرالية الهندية في عام 2009 أنها تعتقد أن حوالي 1.2 مليون طفل في الهند يشاركون في الدعارة. وقال بيان صادر عن وزارة تطوير شؤون المرأة والطفل في الهند إن الدراسات والاستطلاعات التي رعتها وزارة شؤون المرأة وتنمية الطفل تقدر بنحو 40% من المومسات في الهند من الأطفال.
وأفاد معهد بحوث النظام الصحي في تايلند بأن الأطفال الذين يعملون في البغاء يشكلون 40% من البغايا في تايلند.
في بعض مناطق العالم، يتم التسامح مع بغاء الأطفال أو تجاهله من قبل السلطات. يقول قاضي من هندوراس بشرط عدم الكشف عن هويته: «إذا كانت الضحية [الطفل] أكبر من 12 سنة، وإذا رفضت الضحية تقديم شكوى وإذا كان الوالدان يربحان بوضوح من تجارة طفلهم، فإننا نميل إلى النظر إلى الاتجاه الآخر».

#### السياحة الجنسية للأطفال
السياحة الجنسية للأطفال هي شكل من أشكال الاتجار بالجنس، وتتركز أساسا على شراء وبيع الأطفال للاستخدام الجنسي. عندما يسافر شخص بالغ إلى بلد أجنبي لغرض التورط في استغلال جنسي للأطفال بطريقة ميسرة تجاريًا. إن السياحة الجنسية للأطفال تؤدي إلى عواقب نفسية وعقلية على الأطفال الضحايا، والتي قد تشمل «المرض (بما في ذلك فيروس نقص المناعة البشرية / الإيدز)، وإدمان المخدرات، والحمل، وسوء التغذية، والنبذ الاجتماعي، وربما الموت»، وفقاً لوزارة الخارجية الأمريكية. وقد تم تحديد تايلند وكمبوديا والهند والبرازيل والمكسيك باعتبارها نقاط ساخنة رائدة في الاستغلال الجنسي للأطفال.

#### المواد الإباحية للأطفال
يشير التصوير الإباحي للأطفال، الذي يشار إليه أحيانًا باسم «صور إساءة معاملة الأطفال»، إلى صور أو أفلام تصور الأنشطة الجنسية الصريحة المتعلقة بالطفل. على هذا النحو، غالباً ما يكون استغلال الأطفال في المواد الإباحية سجلاً مرئياً للإساءة الجنسية للأطفال. يحدث الاعتداء على الطفل أثناء الأعمال الجنسية التي يتم تصويرها في إنتاج المواد الإباحية للأطفال، وتضاعف آثار الإساءة على الطفل (والمستمرة حتى النضج) التوزيع الواسع والتوافر الدائم لصور الإساءة.

### الدعارة القسرية
ويمكن النظر إلى معظم أشكال البغاء القسري- إن لم يكن كلها - على أنها نوع من العبودية الجنسية. تظهر مصطلحات «الدعارة القسرية» في الاتفاقيات الدولية والإنسانية ولكن لم تُفهم بشكل كافٍ وتُطبق بشكل غير متسق. «الدعارة القسرية» تشير عمومًا إلى السيطرة على الشخص الذي يرغمه شخص آخر على ممارسة النشاط الجنسي.
تعدد الرأي في أماكن مثل أوروبا حول مسألة ما إذا كان ينبغي اعتبار البغاء خيارًا حرًا أو كاستغلال للنساء. ويستند القانون في السويد والنرويج وأيسلندا - حيث يكون من غير القانوني أن يدفع مقابل الجنس - على فكرة أن جميع أشكال الدعارة هي بطبيعتها استغلالية، وتعارض فكرة أن الدعارة يمكن أن تكون طوعية. في المقابل، البغاء هو مهنة معروفة في دول مثل هولندا وألمانيا.

### الزواج بالإكراه
الزواج بالإكراه هو زواج يتزوج فيه أحد المشاركين أو كليهما دون موافقة حرة. الزواج القسري هو شكل من أشكال العبودية الجنسية. وتشمل أسباب الزواج القسري التكاليف مثل سعر العروس والمهر، والفقر، والأهمية المعطاة للعذرية قبل الزواج للإناث «شرف العائلة»، وحقيقة أن الزواج يعتبر في مجتمعات معينة ترتيبًا اجتماعيًا بين العائلات الممتدة للعروس والعريس، والتعليم المحدود والخيارات الاقتصادية، والحماية للتقاليد الثقافية أو الدينية. الزواج القسري شائع في أجزاء من جنوب آسيا وأفريقيا وجنوب الصحراء الكبرى.

### اختطاف العرائس والسبي الجماعي
يُعرف اختطاف العرائس باسم الزواج عن طريق الاختطاف، أو الزواج عن طريق السبي. وهو نوعٌ من أنواع الزواج بالإكراه يمارَس في مجتعمات وثقافات تقليدية. ويحدث تحديداً في الدول التي تقع في منتصف آسيا ومنطقة القوقاز، وأجزاء من أفريقيا. كما يُعد شائعاً عند شعب الهمونغ في الجنوب الشرقي من آسيا وشعب الـ Tzeltal (شعب من شعوب المايا) في المكسيك وعند الغجر في أوروبا.
تتفاوت الدوافع وراء اختطاف العرائس حسب كل منطقة. لكن معظم المجتمعات التي تزدهر فيها هذه الظاهرة هي مجتمعات أبوية، تعتبر الجنس والحمل والأبناء غير الشرعيين خارج إطار الزواج وصمة عار. ويكون الرجال الذين يلجؤون لخطف عرائسهم من طبقاتٍ اجتماعية دنيا أغلب الأوقات، إما بسبب الفقر أو الأمراض أو مكانتهم الاجتماعية الضعيفة أو ميلهم لارتكاب الجرائم. وقد يتآمر الزوجان كي يفرا معاً تحت ذريعة خطف الزوجات، واضعين عائلاتهم تحت الأمر الواقع. وقد يرتدع الرجال عن الزواج الشرعي بسبب المهر الذي تطلبه عائلة الفتاة مما يضطره للجوء إلى هذه الطريقة.
يختلف اختطاف العرائس عن السبي الجماعي: ففي الحالة الأولى، يخطف رجلٌ واحد امرأة واحدة (وقد يساعده أصدقاؤه وأقرباؤه)، واختطاف العرائس أمرٌ شائع ويمارس باستمرار. أما السبي الجماعي فهو اختطاف مجموعة من الرجال عدداً هائلاً من النساء، وخاصة في أوقات الحرب [بحاجة لمصدر]. ويشير المصطلح اللاتيني raptio إلى اختطاف النساء إما عن طريق الزواج (الاختطاف أو الفرار مع الزوج) أو عن طريق الاستعباد (الاستعباد الجنسي تحديداً). وفي الشريعة الكاثوليكية الرومانية، يشير مصطلح raptio إلى حظر الزواج القانوني إن اختطفت العروس عنوة.
يُعتقد أن السبي الجماعي ممارسة معروفة منذ القدم، حيث كشفت الحفريات في موقع يعود للعصر الحجري الحديث في آسبارن-شليتز في النمسا، عن بقايا عدة أشخاص تعرضوا للذبح، من ضمنهم نساء صغيرات وأطفال صُوروا بطريقة ناقصة وغير واضحة، وربما تشير هذه الصور إلى قيام المعتدين بقتل الرجال واختطاف النساء الصغيرات.

### خلال النزاعات المسلحة والحروب
رافق الاغتصاب والعنف الجنسي الحروب في جميع العصور التاريخية المعروفة. فقبل القرن التاسع عشر مثلاً، روّجت الأوساط العسكرية فكرة تفيد بكون جميع الأشخاص، من ضمنهم النساء والأطفال العزل، هم أيضاً أعداء، أي لدى الطرف المحارب والمنتصر –سواء كان دولة أم رجلاً واحداً –حقوقاً عليهم. وكانت عبارة “To the victor goes the spoils” أو «المنتصر ينال الغنائم» صيحة حربٍ شهيرة لعدة قرون، وكانت النساء بلا أدنى شك إحدى غنائم هذه الحروب. ووثقت محاولات شرعنة الاستعباد الجنسي والبغاء القسري في عددٍ من الحروب، وتحديداً الحرب العالمية الثانية وحرب البوسنة والهرسك.

## حالات تاريخية

### الحرب العالمية الثانية

#### ألمانيا النازية خلال الحرب العالمية الثانية
أنشأت ألمانيا أثناء الحرب العالمية الثانية بيوت دعارة في معسكرات الاعتقال النازية، وتدعى بالألمانية Lagerbordell. حيث أُجبرت النساء على العمل في هذه البيوت، وجُلب معظمهن من معسكر اعتقال رافنسبروك. وكانت بيوت الدعارة الخاصة بالجنود منظمة ضمن بيوت دعارة أخرى أو فنادق استولى عليها الألمان. حيث حاول قادة الجيش النازي إدارة بيوت الدعارة خاصتهم عند انتشار الأمراض المنقولة جنسياً بين الجنود. وكذلك فُحصت النساء مكرراً للتأكد من خلوهن من الأمراض المنقولة جنسياً.
يُقدّر عدد النساء اللواتي جُلبن من الأراضي المحتلة للعمل في مجال الدعارة بنحو 34,140 امرأة على الأقل في عهد الرايخ الثالث، حيث أُجبرت النساء في أوروبا المحتلة على العمل في مجال البغاء أغلب الأوقات. وفي الثالث من شهر أيار عام 1941، أصدر وزير خارجية حكومة بولندا في المنفى وثيقة يصف فيها الغارات النازية واسعة النطاق على المدن البولندية بهدف اختطاف النساء والفتيات، واللواتي سينقلن لاحقاً إلى بيوت الدعارة ويضطررن للعمل فيها لحساب الجنود والضباط الألمان. حاولت النساء الهرب مراراً وتكراراً من تلك المنشآت، وهناك محاولة هروبٍ جماعية شهيرة قامت بها النساء في النرويج.

#### اليابان خلال الحرب العالمية الثانية
تُعد «نساء الراحة» مثالاً شهيراً عن الاستعباد الجنسي. ويشير المصطلح إلى نساء من دول ومناطق محتلة، جلبهم الجيش الياباني وأجبرهم على العمل في مجال الجنس ضمن المعسكرات خلال الحرب العالمية الثانية. تختلف الإحصائيات حول عدد النساء بشدة، وتتراوح الأرقام بين 20 ألف على الأقل، وهو رقمٌ طرحه منظرون ومؤرخون يابانيون، إلى 410 ألف على الأكثر، وهو الرقم الذي قدره الصينيون. ولا تزال النقاشات والأبحاث دائرة حول عدد «نساء الراحة»، واللواتي جُلب معظمهن من كوريا والصين، بالإضافة إلى أراضٍ أخرى كانت تدعى «مجال الازدهار المشترك لشرق آسيا الكبرى». وكانت النساء تُجند للعمل في مجال البغاء عن طريق الاختطاف أو الخداع.
تعرضت بعض النساء للاغتصاب حتى الموت، أو قتلن تحت التعذيب بقطع أثدائهن وشق بطونهن. وتعرضت كل امرأة للاغتصاب بمعدل 10 مراتٍ في اليوم، وهو رقمٌ يعتبره البعض متدني جداً مقارنة مع الواقع. وإذا أخذنا بعين الاعتبار أنهن يعملن 5 أيام في الأسبوع، نستطيع الاستنتاج أن «فتاة الراحة» تعرضت للاغتصاب 50 مرة في الأسبوع، أو 2500 مرة في السنة. بالتالي تكون الفتاة قد تعرضت للاغتصاب 7500 مرة وسطياً لـ 3 سنوات.

## استعباد جنسي حسب المنطقة

### في الشرق الأوسط
أورد تقرير الإتجار بالبشر للعام 2007م من قبل وزارة الخارجية الأمريكية أن الاستعباد الجنسي موجود في دول الخليج العربي، حيث يمكن أن نجد إتجاراً بالنساء والأطفال من دول الاتحاد السوفييتي السابق، وأوروبا الشرقية، والشرق الأقصى، وإفريقيا وجنوب آسيا وأجزاء أخرى من الشرق الأوسط.
بحسب تقارير الصحافة من أواخر عام 2014، فإن تنظيم الدولة الإسلامية في العراق والشام (داعش) كان يقوم ببيع النساء اليزيديات والمسيحيات كعبيد. بحسب هالة إصفهندياري من مركز وودرو ويلسون الدولي للباحثين، فإن مسلحي داعش وبعد سيطرتهم على منطقة «يقومون عادة بأخذ النساء الأكبر سناً إلى سوق نخاسة مؤقت ويحاولون بيعهن.»
في وسط أكتوبر 2014، قدرت الأمم المتحدة أن بين 5000 و7000 امرأة وطفل يزيدي خطفو على يد داعش وبيعو في أسواق النخاسة.
في مجلة داعش الإلكترونية «دابق»، يدّعي تنظيم الدولة الإسلامية وجود تفسيرات دينية لاستعباد النساء الإيزيديات؛ إذ يعتبرونها طائفة مهرطقة. ادعى تنظيم الدولة الإسلامية أن اليزيديين هم عبدة أصنام وأن استعبادهم جزء من الشريعة وغنائم الحرب. وعمد تنظيم الدولة لأوصاف يوم القيامة في الإسلام ليستخدم حديثاً يصور عودة الرق كعلامة من علامات يوم القيامة. في أواخر سبتمبر 2014، وقع 126 علامة إسلامي من حول العالم الإسلامي رسالة مفتوحة لزعيم تنظيم الدولة الإسلامية أبي بكر البغدادي، رافضين فيها تفسيرات جماعته للقرآن والحديث لتبرير أفعالهم. واتهمت الرسالة الجماعة «بإثارة الفتنة عبر مؤسسة العبودية تحت حكمهم متناقضين بذلك مع نظام الرق في الإسلام وإجماع العلماء على معارضة الرق». في أواخر 2014، أصدرت داعش ورقة عن معاملة النساء من الرق.

### آسيا
خلال الهيمنة الصينية على فيتنام، بُيعَت الفتيات الفيتناميات كعبيد جنس للصينيين. تطورت التجارة الكبيرة حيث اسُتعبدت الفتيات الأصليات في فيتنام وتم جلبهن إلى الصين. كانت فتيات جنوب يوي يذكرن في الأدب الصيني وفي قصائد كتبها الصينيون الذين كانوا منفيين إلى الجنوب.
في القرنين السادس عشر والسابع عشر، غالبًا ما كان الزوار البرتغاليون وأفراد طاقمها في جنوب آسيا (وفي بعض نواحي أفريقيا) يشاركون في العبودية في اليابان، حيث اشتروا أو استولوا على نساء وفتيات يابانيات شابات، تم استخدامهن كرقيق جنسي على متن سفنهن أو تم أخذهن إلى ماكاو والمستعمرات البرتغالية الأخرى في جنوب شرق آسيا، والأمريكتين، والهند. على سبيل المثال، في غوا، وهي مستعمرة برتغالية في الهند، كان هناك مجتمع من العبيد والتجار اليابانيين خلال أواخر القرن السادس عشر والسابع عشر.
في القرن التاسع عشر وأوائل القرن العشرين، كانت هناك شبكة من البغايا الصينيين يتم تهريبهن إلى مدن مثل سنغافورة، وشبكة منفصلة من المومسات اليابانيات يتم تهريبهن عبر آسيا، في بلدان مثل الصين واليابان وكوريا وسنغافورة والهند البريطانية، كان يعرف آنذاك باسم «حركة الرقيق الصفراء». وهناك أيضا شبكة من المومسات من أوروبا القارية يجري الاتجار بهن إلى الهند وسيلان وسنغافورة والصين واليابان في نفس الوقت تقريبا، فيما كان يعرف آنذاك باسم «حركة الرقيق الأبيض». كان يتم تهريب فتيات ونساء يابانيات في أواخر القرن التاسع عشر وأوائل القرن العشرين من مناطق زراعية تعاني من الفقر في اليابان إلى شرق آسيا، وجنوب شرق آسيا، وسيبيريا (الشرق الأقصى الروسي)، والمنشورية، والهند البريطانية للعمل كبغايا جنسي من مجموعة متنوعة من الأجناس، بما في ذلك الصينيون والأوروبيون، وجنوب شرق آسيا، وغيرهم.وغالبا ما يتم إرسالهم إلى المستعمرات الغربية في آسيا حيث كان هناك حاجة شديدة للأفراد العسكريين الغربيين والرجال الصينيين. تمت كتابة تجربة البغايا اليابانيات في الصين في كتاب من قبل امرأة يابانية، وتدعي توموكو يامازاكي. تم تهريب الفتيات اليابانيات بسهولة في الخارج حيث أن الموانئ الكورية والصينية لم تطلب من المواطنين اليابانيين استخدام جوازات السفر، وأدركت الحكومة اليابانية أن الأموال التي كسبتها كارايوكي سان ساعدت الاقتصاد الياباني، أدت المقاطعة الصينية للمنتجات اليابانية في عام 1919 إلى الاعتماد على الإيرادات من سان كارايوكي. وبما أن اليابانيين ينظرون إلى غير الغربيين على أنهم أقل شأنا، فقد شعرت النساء اليابانيات في كارايوكي سان بالإهانة لأنهن بشكل رئيسي خدمن الرجال الصينيين أو سكان جنوب شرق آسيا. استغل سكان بورنيو والماليزيون والصينيون واليابانيون والفرنسيون والأمريكيون والبريطانيون والرجال من كل جنس البغايا اليابانيات في سانداكان. قالت امرأة يابانية تدعى أوساكي إن الرجال اليابانيين، والصينيين والبيض والسكان الأصليين، تم التعامل معهم على حد سواء من قبل المومسات بغض النظر عن العرق، وأن زبائن البغي الأكثر إثارة للاشمئزاز كانوا من الرجال اليابانيين، في حين أنهم وصفوا الرجال الصينيين بكونهم طيبين إلى حد ما، وكان الإنجليز والأمريكيون هم ثاني أفضل العملاء، في حين كان الرجال الأصليون هم الأفضل والأسرع لممارسة الجنس معهن.
خلال الحرب العالمية الثانية، أقامت إمبراطورية اليابان نظامًا حكوميًا من «نساء المتعة»، وهو تعبير ملطف للتعبير عن الجنس العسكري الاستعبادي لما يقدر بـ 200 ألف، معظمهن من النساء الكوريات والصينيات والفلبينيات اللاتي أجبرن على الاستعباد الجنسي في الجيش الياباني خلال الحرب العالمية الثانية. حيث قامت اليابان بجمع وحمل وحبس السيدات الآسيويات بطريقة قسرية وبطريقة جماعية لممارسة الجنس مع جنود اليابان خلال غزواتهم في شرق آسيا وجنوب شرق آسيا. تزعم بعض النساء الكوريات أنه يجب الحكم على هذه القضايا من قبل محكمة دولية كعنف جنسي على الأطفال. وقد تمت المطالبة القانونية بسبب غضب الضحايا. في 28 ديسمبر 2015، وافقت اليابان وكوريا الجنوبية على أن تدفع اليابان مليار ين لقاعة تذكارية لنساء المتعة. وعلى الرغم من هذا الاتفاق، فقد اشتكى بعض الضحايا الكوريين من أنهم لم تتم استشارتهم خلال عملية التفاوض. وقالوا أن اليابان وكوريا لم يسعيا إلى الحصول على الاعتراف القانوني بمطالبهم ومراجعة كتب التاريخ اليابانية.

#### تجارة الرقيق العربية
توزعت تجارة الرقيق - بما في ذلك تجارة الرقيق الجنسي - في مناطق معينة في الشرق الأوسط حتى القرن العشرين. جاء هؤلاء العبيد إلى حد كبير من أفريقيا جنوب الصحراء الكبرى (أساسا الزنوج)، والقوقاز (أساسا الشركس)، آسيا الوسطي وأوروبا الوسطى والشرقية. كما استولى القراصنة البربريون على 1.25 مليون عبد من أوروبا الغربية بين القرنين السادس عشر والتاسع عشر.
وعلى النقيض من تجارة الرقيق في المحيط الأطلسي حيث كانت النسبة بين الذكور والإناث 2: 1 أو 3: 1، كانت تجارة الرقيق العربية عادة أعلى من الإناث بالنسبة للذكور، مما يشير إلى تفضيل عام للعبيد الإناث. خدمت عملية التكاثر بمثابة حافز لاستيراد العبيد الإناث (في كثير من الأحيان من أوروبا)، على الرغم من أن العديد منهن تم استيرادهن بشكل رئيسي لأداء المهام المنزلية.

#### العبودية البيضاء

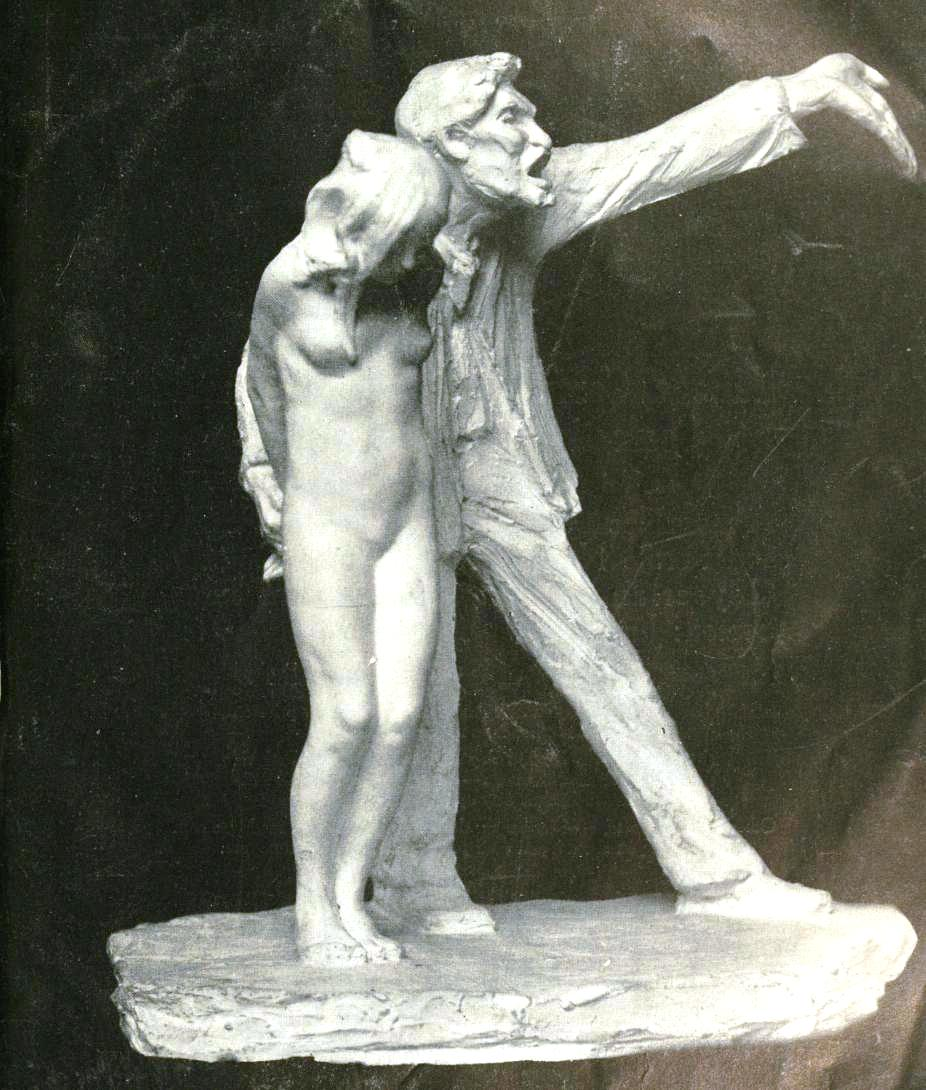
تمثال بعنوان "العبد الأبيض" لأباستينيا سانت ليجر إيبرل، وهو تمثال مثير للجدل يهدف إلى تصوير الاستعباد الجنسي الغربي الحديث.

في البلدان الناطقة باللغة الإنجليزية في القرن التاسع عشر وأوائل القرن العشرين، استخدمت عبارة «العبودية البيضاء» للإشارة إلى الاستعباد الجنسي للنساء البيض. كان مرتبطا بشكل خاص بالنساء المستعبدات في الشرق الأوسط، مثل ما يسمى بالجمال الشركسي. أصبحت العبارة تدريجيًا تُستخدم كتعبير بديل للبغاء. وكانت العبارة شائعة بصفة خاصة في سياق استغلال القُصَّر، مع ما يدل على أن الأطفال والشابات في مثل هذه الظروف ليسوا أحراراً في تقرير مصائرهم.
في بريطانيا الفيكتورية، قام الصحفي في الحملة الانتخابية وليام توماس ستيد محرر صحيفة «بال مال جازيت»، بشراء فتاة تبلغ من العمر 13 عامًا مقابل 5 جنيهات إسترلينية، وهو مبلغ يعادل أجر شهر للعمال (انظر قضية إليزا أرمسترونج). ارتفع الذعر الأخلاقي على «حركة بيع نساء» إلى الذروة في إنجلترا في ثمانينات القرن التاسع عشر. أدت الضجة التي تلت ذلك إلى تمرير قانون مكافحة العبودية في البرلمان. أقر البرلمان قانون تعديل القانون الجنائي لعام 1885، مما رفع سن الرضا من ثلاثة عشر إلى ستة عشر في ذلك العام.

#### الأمريكتين
في وقت مبكر من القرن الخامس عشر، أنشأ كريستوفر كولومبس التجارة في العبيد الجنس في هيسبانيولا التي شملت عبيد الجنس في سن تسع سنوات. في غضون 25 عامًا من الاستعمار، انخفض عدد سكان هيسبانيولا الأصليين، الذين ماتوا بسبب الاسترقاق أو المجزرة أو المرض.
تم بيع إناث تانكا الصينية من قوانغتشو للعمل كبغايا لمجتمع الرجال الصينيين المغتربين في الولايات المتحدة. خلال سباق الذهب في كاليفورنيا في أواخر أربعينيات القرن التاسع عشر، نقل التجار الصينيون آلاف الفتيات الصينيات الشابات، بما في ذلك الأطفال، من الصين إلى الولايات المتحدة. باعوا الفتيات إلى العبودية الجنسية داخل منطقة الضوء الأحمر في سان فرانسيسكو. يمكن شراء الفتيات مقابل 40 دولارًا (حوالي 1104 دولارًا أمريكيًا في عام 2013) في قوانغتشو ومقابل 400 دولار (حوالي 11.040 دولارًا أمريكيًا عام 2013) في الولايات المتحدة. تم إجبار العديد من هؤلاء الفتيات على الإدمان على الأفيون وعاشن حياتهن بالكامل كعاهرات.